# Kaplaneikirche Polling in Tirol

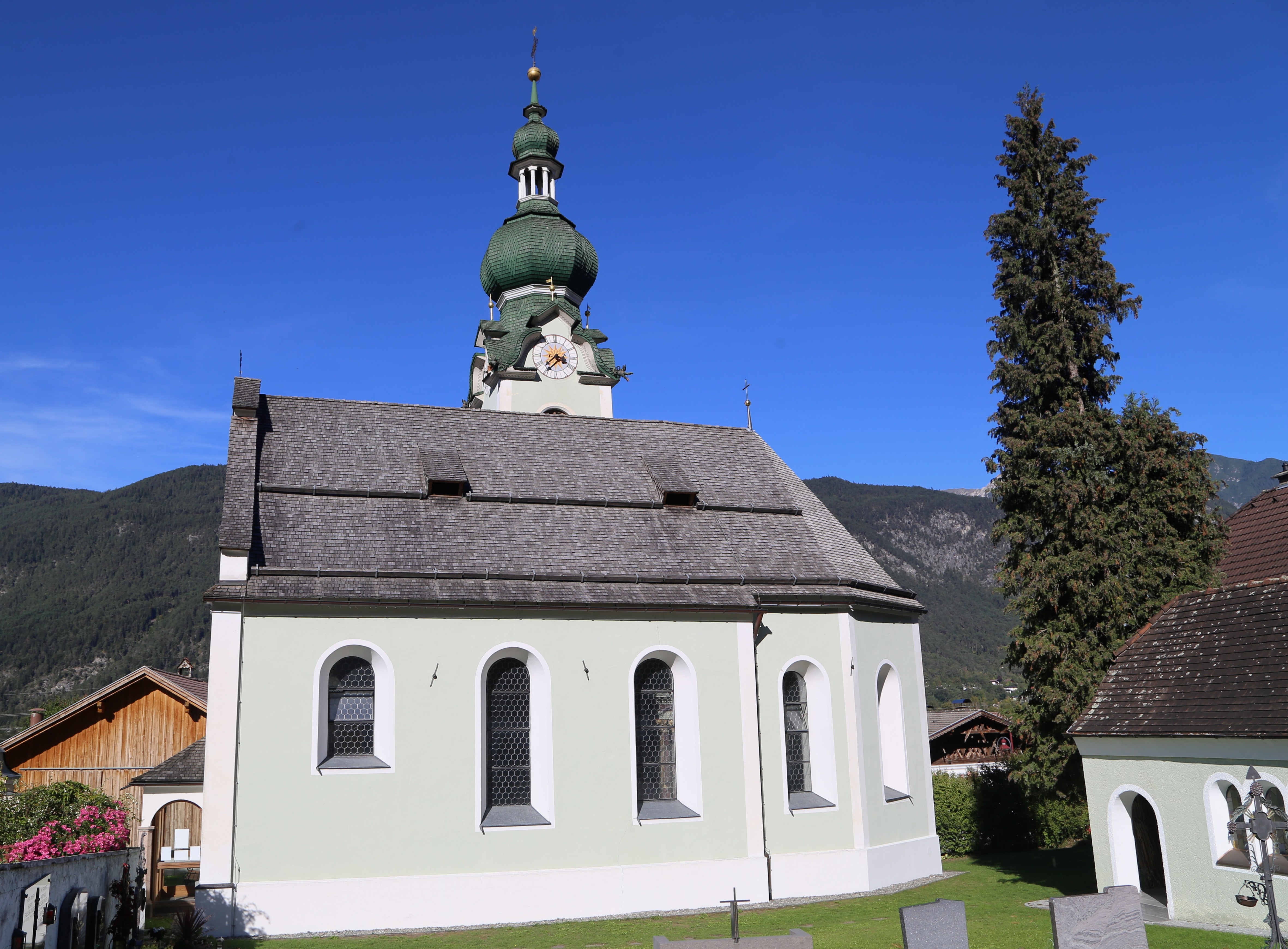
Katholische Kaplaneikirche hl. Rochus in Polling in Tirol

Die Kaplaneikirche Polling in Tirol steht an der Straße im Dorf der Gemeinde Polling in Tirol im Bezirk Innsbruck-Land in Bundesland Tirol. Die dem Patrozinium hl. Rochus unterstellte römisch-katholische Kirche gehört zum Dekanat Telfs in der Diözese Innsbruck. Die Kirche und der Friedhof stehen unter Denkmalschutz (Listeneintrag).

## Geschichte
1668 wurde eine Pestkapelle errichtet und 1678 geweiht. Der Neubau wurde 1744 errichtet und 1761 geweiht.

## Architektur
Der barocke Kirchenbau hat einen leicht eingezogenen polygonalen Chor, eine nordseitige Sakristei und einen daran anschließenden Nordturm. Der Turm hat rundbogige Schallfenster, dann geschweiften Knickgiebel und Wasserspeier mit einem Zwiebelhelm und Laterne. Die Westfront hat einen geschmiegten Giebel, die Vorhalle steht auf Steinpfeilern. Das Rundbogenportal ist abgefast.
Das Kircheninnere zeigt ein dreijochiges Langhaus unter einer Stichkappentonne auf Pilastern. Die Westempore hat Stuckmedaillons. Der Triumphbogen ist flachbogig. Der Chor schließt mit einem Fünfachtelschluss. Die Fenster im Langhaus und Chor sind rundbogig, die Portale zu Sakristei und Turm sind auch rundbogig. Die einjochige Sakristei ist kreuzgratgewölbt.
Die Gewölbemalereien schuf Anton Kirchebner 1756 mit drei Medaillons, hl. Rochus erhält Brot von einem Hund, hl. Rochus auf Pilgerfahrt nach Rom und hl. Rochus als Fürbitter vor Maria, in kleinen Medaillons die Heiligen Martin, Georg, Mariä Verkündigung, Josef mit Kind, Pirmin und Sebastian.

## Ausstattung
Der spätbarocke Hochaltar aus dem dritten Viertel des 18. Jahrhunderts trägt einen Tabernakel und zeigt das Altarblatt hl. Rochus hilft den Pestkranken, die Seitenstatuen zeigen Krieger. Die Seitenaltäre entstanden zeitgleich, der linke Altar trägt eine Schnitzfigur Mater Dolorosa, einen Tabernakel mit Herz-Jesu-Bild, und das Oberbild hl. Veronika, der rechte Altar trägt die Schnitzfigur Ecce homo und zeigt das Oberbild hl. Maria Magdalena.